# 완전 유계 공간
해석학에서 완전 유계 공간(完全有界空間, 영어: totally bounded space) 또는 원콤팩트 공간(영어: precompact space 프리콤팩트 스페이스[*])은 임의적으로 "작은" 집합들로 구성된 유한 덮개를 갖는 공간이다. 여기서 임의적으로 "작은" 집합의 개념은 거리 공간 구조 또는 보다 일반적으로 균등 공간 구조로 정의된다.

## 정의

### 균등 공간을 통한 정의
균등 공간 {\displaystyle (X,{\mathcal {E}})}에 대하여 다음 조건들이 서로 동치이며, 이를 만족시키는 균등 공간을 완전 유계 공간이라고 한다.
- 임의의 측근 {\displaystyle E\in {\mathcal {E}}}에 대하여, {\displaystyle X_{1}^{2},X_{2}^{2},\dots ,X_{n}^{2}\subseteq E}인 유한 {\displaystyle X}-덮개 {\displaystyle X_{1},X_{2},\dots ,X_{n}\subseteq X}, {\displaystyle \textstyle \bigcup _{i=1}^{n}X_{i}=X}가 존재한다.
- {\displaystyle (X,{\mathcal {E}})}의 완비화는 콤팩트 공간이다.
- {\displaystyle X} 위의 모든 필터는 코시 부분 필터를 갖는다.
- {\displaystyle X} 위의 모든 극대 필터는 코시 필터이다.[1]

(이 조건들이 동치임을 보이는 것은 선택 공리를 필요로 한다.)

### 근접 공간을 통한 정의
집합 {\displaystyle X} 위의 근접 구조(영어: proximity structure, p-structure)는 다음 조건들을 만족시키는, 멱집합 위의 이항 관계 {\displaystyle \delta \subseteq {\mathcal {P}}(X)\times {\mathcal {P}}(X)}이다.
- {\displaystyle \forall A\subseteq X\colon \varnothing \nsim _{\delta }A}
- {\displaystyle \forall x\in X\colon \{x\}\sim _{\delta }\{x\}}
- {\displaystyle \forall A,B\subseteq X\colon A\sim _{\delta }B\implies B\sim _{\delta }A}
- {\displaystyle \forall A,B,C\subseteq X\colon A\sim _{\delta }B\subseteq C\implies A\sim _{\delta }C}
- {\displaystyle \forall A,B,C\subseteq X\colon A\sim _{\delta }(B\cup C)\implies A\sim _{\delta }B\lor A\sim _{\delta }C}
- {\displaystyle \forall A,B\subseteq X\colon A\nsim _{\delta }X\setminus B\implies (\exists C\subseteq X\colon A\nsim _{\delta }X\setminus C\land C\nsim _{\delta }X\setminus B)}

근접 공간(영어: proximity space, p-space)은 근접 구조를 갖춘 집합이다.
두 근접 공간 {\displaystyle (X,\delta _{X})}와 {\displaystyle (Y,\delta _{Y})} 사이의 근접 함수(영어: proximity map, p-map)는 다음 조건을 만족시키는 함수 {\displaystyle f\colon X\to Y}이다.
- 임의의 {\displaystyle A,B\subseteq X}에 대하여, 만약 {\displaystyle A\sim _{\delta _{X}}B}라면, {\displaystyle f(A)\sim _{\delta _{Y}}f(B)}이다.

다음과 같은 3개의 범주를 생각하자.
- {\displaystyle \operatorname {Top} }: 위상 공간과 연속 함수의 범주
- {\displaystyle \operatorname {Prox} }: 근접 공간과 근접 함수의 범주. 특히, 근접 함수의 합성은 근접 함수이다.
- {\displaystyle \operatorname {Unif} }: 균등 공간과 균등 연속 함수의 범주

근접 공간 {\displaystyle (X,\delta )} 위에 다음과 같은 폐포 또는 근방 필터를 정의하여 위상 공간으로 만들 수 있다.
{\displaystyle \operatorname {cl} A=\{x\in X\colon \{x\}\sim _{\delta }A\}}
{\displaystyle {\mathcal {N}}_{x}=\{N\subseteq X\colon \{x\}\nsim _{\delta }X\setminus N\}}
이 경우, 모든 근접 함수는 연속 함수이다. 즉, 이는 충실한 함자
{\displaystyle F\colon \operatorname {Prox} \to \operatorname {Top} }
를 이룬다.
임의의 균등 공간 {\displaystyle (X,{\mathcal {E}})}가 주어졌을 때, {\displaystyle {\mathcal {P}}(X)} 위에 다음과 같은 이항 관계 {\displaystyle \delta }를 정의하자.
{\displaystyle A\sim _{\delta }B\iff \forall E\in {\mathcal {E}}\exists a\in A\exists b\in B\colon a\sim _{E}b}
그렇다면, {\displaystyle (X,\delta )}는 근접 공간을 이루며, 그 근접 위상은 균등 위상과 일치한다. 또한, 모든 균등 연속 함수는 근접 함수이다. 즉, 이는 충실한 함자
{\displaystyle G\colon \operatorname {Unif} \to \operatorname {Prox} }
를 정의하며, {\displaystyle GF}는 균등 공간의 범주와 위상 공간의 범주 사이의 충실한 함자와 일치한다. 근접 공간 또는 균등 공간의 범주론적 곱 위의 위상은 곱위상과 일치하지만, 균등 공간의 곱 위의 접근 구조는 일반적으로 곱 근접 구조가 아니다. 즉, {\displaystyle F}와 {\displaystyle GF}는 곱을 보존하지만, {\displaystyle G}는 아니다. 특히, {\displaystyle G}는 왼쪽 수반 함자를 갖지 않는다.
반대로, 임의의 근접 공간 {\displaystyle (X,\delta )}에 대하여, 이 근접 구조를 유도하는 균등 구조가 존재한다. 즉, 근접 공간은 균등 공간들의 근접 동형에 따른 동치류로 여길 수 있다. 또한 임의의 근접 공간 {\displaystyle (X,\delta )}에 대하여, 이 근접 구조를 유도하는 균등 구조 가운데 가장 엉성한 균등 구조가 존재한다. 구체적으로, 이는 다음과 같은 기본계에 의하여 정의된다.
{\displaystyle {\mathcal {B}}=\left\{\bigcup _{i=1}^{n}D_{i}\times D_{i}\colon n\in \mathbb {N} ,\;\mathbb {C} _{1},\ldots ,C_{n},D_{1},\ldots ,D_{n}\subseteq X,\;X=\bigcup _{i=1}^{n}C_{i},\;C_{i}\nsim _{\delta }X\setminus D_{i}\right\}}
균등 공간에서 위와 같은 꼴의 균등 공간으로 가는 모든 접근 함수는 균등 연속 함수이다. 따라서, 이는 다음과 같은 충실충만한 매장 함자를 정의하며, 또한 이는 {\displaystyle G}의 오른쪽 수반 함자를 이룬다.
{\displaystyle H\colon \operatorname {Prox} \to \operatorname {Unif} }
{\displaystyle G\dashv H}
이에 따라, {\displaystyle \operatorname {Prox} }는 {\displaystyle \operatorname {Unif} }의 어떤 충만한 부분 범주 {\displaystyle \operatorname {TBUnif} }와 동형이다. 또한, {\displaystyle \operatorname {TBUnif} }는 {\displaystyle \operatorname {Unif} }의 반사 부분 범주를 이루며, 또한 전반사 부분 범주이자 단반사 부분 범주이다. {\displaystyle \operatorname {TBUnif} }의 대상을 완전 유계 공간이라고 한다. 즉, 균등 공간 {\displaystyle (X,{\mathcal {E}})}에 대하여, 만약 {\displaystyle {\mathcal {E}}}가 그와 같은 접근 구조를 유도하는 균등 구조들 가운데 가장 엉성하다면, {\displaystyle (X,{\mathcal {E}})}를 완전 유계 공간이라고 한다. 이 정의는 균등 공간을 통한 정의와 동치이다.

## 성질
완전 유계성은 완비화에 대하여 불변이다. 즉, 임의의 균등 공간 {\displaystyle X}에 대하여 다음 두 조건이 서로 동치이다.
- {\displaystyle X}는 완전 유계 공간이다.
- {\displaystyle X}의 완비화 {\displaystyle {\bar {X}}}는 완전 유계 공간이다.

균등 공간에 대한 하이네-보렐 정리에 따르면, 임의의 균등 공간에 대하여 다음 두 조건이 서로 동치이다.
- 콤팩트 공간이다.
- 완비 균등 공간이자 완전 유계 공간이다.

### 완전 유계 거리 공간
거리 공간은 자연스럽게 균등 공간 구조를 갖는다. 거리 공간 {\displaystyle (X,d)}에 대하여, 다음 두 조건이 서로 동치이다.:275
- 완전 유계 공간이다. 즉, 임의의 양의 실수 {\displaystyle \epsilon >0}에 대하여, 반지름이 {\displaystyle \epsilon }인 열린 공들로 구성된 유한 {\displaystyle X}-덮개가 존재한다.
- {\displaystyle X}의 모든 점렬은 코시 부분 점렬을 갖는다.

즉, (코시) 필터 대신 (코시) 점렬을 사용할 수 있다.
모든 완전 유계 거리 공간은 유계 공간이다. 그러나 그 역은 성립하지 않는다.

## 예
유클리드 공간의 부분 집합에 대하여, 다음 두 조건이 서로 동치이다.
- 유계 공간이다.
- 완전 유계 공간이다.

### 완전 유계 공간이 아닌 유계 공간
임의의 바나흐 공간의 단위 초구는 유계 공간이다. 그러나 임의의 바나흐 공간에 대하여 다음 두 조건이 서로 동치이다.
- 단위 초구가 완전 유계 공간이다.
- 유한 차원 바나흐 공간이다.

모든 (유한 또는 무한) 이산 거리 공간은 유계 공간이다. 그러나 임의의 이산 거리 공간에 대하여 다음 두 조건이 서로 동치이다.
- 완전 유계 공간이다.
- 유한 집합이다.

## 같이 보기
- 콤팩트 공간
- 국소 콤팩트 공간
- 직교 콤팩트 공간
- 파라콤팩트 공간
- 상대 콤팩트 집합

## 참고 문헌
1. ↑  Newns, W. F. (1954). “Sur les espaces uniformes précompacts”. 《Portugaliae mathematica》 (프랑스어) 13 (1): 33–34. MR 0066626. Zbl 0057.38902. 2016년 8월 6일에 원본 문서에서 보존된 문서. 2016년 6월 13일에 확인함.
2. ↑  Frank, D. L. (1965). “A totally bounded, complete uniform space is compact”. 《Proceedings of the American Mathematical Society》 (영어) 16: 514–514. doi:10.1090/S0002-9939-1965-0175088-5. ISSN 0002-9939. MR 0175088.
3. ↑  Munkres, James R. (2000). 《Topology》 (영어) 2판. Prentice Hall. ISBN 978-0-13-181629-9. MR 0464128. Zbl 0951.54001.